# Ohlauer Kleinbahn
| Kursbuchstrecke: | 129r (1934) 154f (1944) |                           |                           |
| Streckenlänge: | 29,88 km                |                           |                           |
| Spurweite: | 1435 mm (Normalspur)    |                           |                           |
| |                         |                           |                           |
| \| \| \| von Breslau \| \| \| \| 0,0 \| Ohlau Kreisbahnhof \| Ohlau Kreisbahnhof \| \| \| 1,4 \| Oberschlesische Eisenbahn \| Oberschlesische Eisenbahn \| \| \| 3,0 \| Jätzdorf \| Jätzdorf \| \| \| 5,1 \| Giesdorf \| Giesdorf \| \| \| 7,3 \| Göllnerhain/Goy \| Göllnerhain/Goy \| \| \| 8,7 \| Marschwitz \| Marschwitz \| \| \| 11,5 \| Polwitz \| Polwitz \| \| \| 6,6 \| Weisdorf-Höckricht \| Weisdorf-Höckricht \| \| \| 4,0 \| Runzen \| Runzen \| \| \| 14,0 \| \| \| \| \| 15,3 \| Thomaskirch \| Thomaskirch \| \| \| 18,3 \| Kochern (Kr Ohlau) \| Kochern (Kr Ohlau) \| \| \| 19,2 \| Raduschkowitz \| Raduschkowitz \| \| \| 21,7 \| Großburg \| Großburg \| \| \| \| von Strehlau \| \| \| \| 24,9 \| Wäldchen Kleinbahnhof \| Wäldchen Kleinbahnhof \| \| \| \| nach Breslau \| \| |                         |                           |                           |
| Strecke |                         | von Breslau               | von Breslau               |
| Bahnhof | 0,0                     | Ohlau Kreisbahnhof        | Ohlau Kreisbahnhof        |
| Abzweig ehemals geradeaus und nach links | 1,4                     | Oberschlesische Eisenbahn | Oberschlesische Eisenbahn |
| Bahnhof (Strecke außer Betrieb) | 3,0                     | Jätzdorf                  | Jätzdorf                  |
| Bahnhof (Strecke außer Betrieb) | 5,1                     | Giesdorf                  | Giesdorf                  |
| Bahnhof (Strecke außer Betrieb) | 7,3                     | Göllnerhain/Goy           | Göllnerhain/Goy           |
| Bahnhof (Strecke außer Betrieb) | 8,7                     | Marschwitz                | Marschwitz                |
| Bahnhof (Strecke außer Betrieb) | 11,5                    | Polwitz                   | Polwitz                   |
| Strecke (außer Betrieb) · Kopfbahnhof Streckenanfang (Strecke außer Betrieb) | 6,6                     | Weisdorf-Höckricht        | Weisdorf-Höckricht        |
| Strecke (außer Betrieb) · Bahnhof (Strecke außer Betrieb) | 4,0                     | Runzen                    | Runzen                    |
| Abzweig geradeaus und von links (Strecke außer Betrieb) · Strecke nach rechts (außer Betrieb) | 14,0                    |                           |                           |
| Bahnhof (Strecke außer Betrieb) | 15,3                    | Thomaskirch               | Thomaskirch               |
| Bahnhof (Strecke außer Betrieb) | 18,3                    | Kochern (Kr Ohlau)        | Kochern (Kr Ohlau)        |
| Dienststation / Betriebs- oder Güterbahnhof (Strecke außer Betrieb) | 19,2                    | Raduschkowitz             | Raduschkowitz             |
| Bahnhof (Strecke außer Betrieb) | 21,7                    | Großburg                  | Großburg                  |
| Abzweig ehemals geradeaus und von links |                         | von Strehlau              | von Strehlau              |
| Bahnhof | 24,9                    | Wäldchen Kleinbahnhof     | Wäldchen Kleinbahnhof     |
| Strecke |                         | nach Breslau              | nach Breslau              |

Die Ohlauer Kleinbahn AG erschloss mit ihrer Strecke die Mitte des Landkreises Ohlau in Schlesien und stellte eine Querverbindung zum Nachbarkreis Strehlen her.

## Geschichte

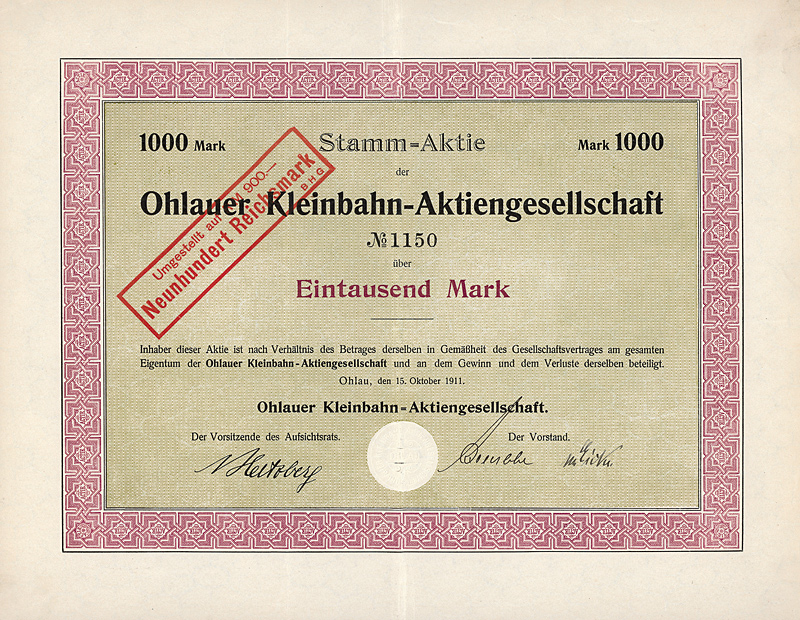
Aktie über 1000 Mark der Ohlauer Kleinbahn-AG vom 15. Oktober 1911

Der ehemalige preußische Landkreis Ohlau wurde schon 1842 samt seiner Kreisstadt durch die Oberschlesische Eisenbahn-Gesellschaft an die Hauptstrecke Breslau–Brieg–Oppeln angeschlossen. Danach wurde fast siebzig Jahre lang das Eisenbahnnetz im Kreis nicht mehr erweitert. Die erst 1909 und 1910 eröffneten Staatsbahnstrecken berührten den Kreis jedoch nur am Rande. 
Um auch den Westen des Kreises zu erschließen, gründeten am 26. Februar 1910 der Preußische Staat, der Kreis und die Stadt Ohlau sowie eine große Zahl von Gemeinden, Unternehmungen und Privatleuten eine Kleinbahngesellschaft. An ihr beteiligte sich auch die Bahnbaufirma Lenz & Co GmbH, die anschließend die Strecke baute und die Betriebsführung übernahm. Der Personen- und Güterverkehr wurde am 1. Oktober 1910 eröffnet.
Der Personenverkehr Ohlau–Wäldchen wurde 1966 eingestellt, die Strecken am 23. Mai 1973 stillgelegt.

## Strecke
Die normalspurige Strecke begann im Kleinbahnhof Ohlau in südlicher Richtung und bog dann nach Westen ab. Über Marschwitz erreichte sie den Betriebsmittelpunkt Thomaskirch, westlich von Kochern verließ sie das Kreisgebiet und erreichte nach 25 Kilometern im Landkreis Strehlen den Kleinbahnhof Wäldchen, wo der Anschluss an die Hauptbahn Breslau–Strehlen–Glatz hergestellt wurde. 1,3 Kilometer vor dem Bahnhof Thomaskirch zweigte seit dem 15. November 1910 eine meist nur vom Güterverkehr genutzte Strecke nach Südosten ab. Sie endete nach fünf Kilometern an der Ladestelle Weisdorf-Höckricht; die geplante Verlängerung nach Wansen an der Staatsbahnstrecke Brieg–Strehlen und weiter bis Grottkau wurde nicht verwirklicht.
Vor dem Ersten Weltkrieg wurde die Strecke Ohlau–Wäldchen täglich von vier Zugpaaren befahren; danach waren es nur noch zwei bis drei. In den dreißiger und vierziger Jahren ruhte an Sonntagen der Betrieb. Im Sommerfahrplan 1927 ist täglich sogar ein Zugpaar zwischen Thomaskirch und Höckricht verzeichnet, sonst verkehrten dort nur Güterzüge. Der Güterverkehr war insgesamt bescheiden; nur die Zuckerrübenernte brachte ein erhebliches Frachtaufkommen.
1913/14 wurden 110.878 t Güter und 70.995 Personen befördert, die Dividende betrug 4,5 Prozent. Mit der 1930er Jahre wurden nur noch knapp 20.000 Personen befördert, aufgrund des guten Güteraufkommens von rund 100.000 t pro Jahr konnte auch damals zwischen vier und fünf Prozent Dividende gezahlt werden.
Am 23. Januar 1945 fuhr der letzte Zug der Kreisbahn, der Betriebsangehörige und deren Familien nach Wäldchen brachte, von dort ging es bis nach Herzberg/Elster an der Niederlausitzer Eisenbahn. Ein Teil der Strecke wurde von deutschen Truppen gesprengt. 
Nach Kriegsende übernahm die Polnische Staatsbahn PKP den Betrieb. Bis 1966 verkehrten noch Personenzüge, der Güterverkehr wurde noch einige Jahre weitergeführt. 
Der Fahrzeugpark der Kleinbahn umfasste 1911 drei dreiachsige Dampflokomotiven (Lenz-Typ c), vier zweiachsige Personenwagen, ein Post-/Gepäckwagen und 23 Güterwagen, 1939 drei Dampflokomotiven (eine Lenz-Typ c, eine vierachsige ELNA 6, eine dreiachsige ELNA 2), vier Personen-, einen Pack- und zwanzig Güterwagen.
Die Dampflokomotiven vom Lenz-Typ c mit den Nummern 1 bis 3 wurden von der Lokomotivfabrik Vulcan hergestellt und 1931, 1937 und 1941 verkauft. Die ELNA 6 war 1929 von der BMAG gebaut worden und kam 1931 zur Ohlauer Kleinbahn. 1949 erhielt sie bei der Deutschen Reichsbahn die Nummer 92 6484, die zwei ELNA 2 Lokomotiven wurden 1938 und 1941 von Henschel gebaut. Die 141 erhielt 1949 bei der Deutschen Reichsbahn die Nummer 91 6780. Die 142 kam zur PKP und wurde möglicherweise als TKi 100-9 geführt.

## Ohlauer Hafenbahn

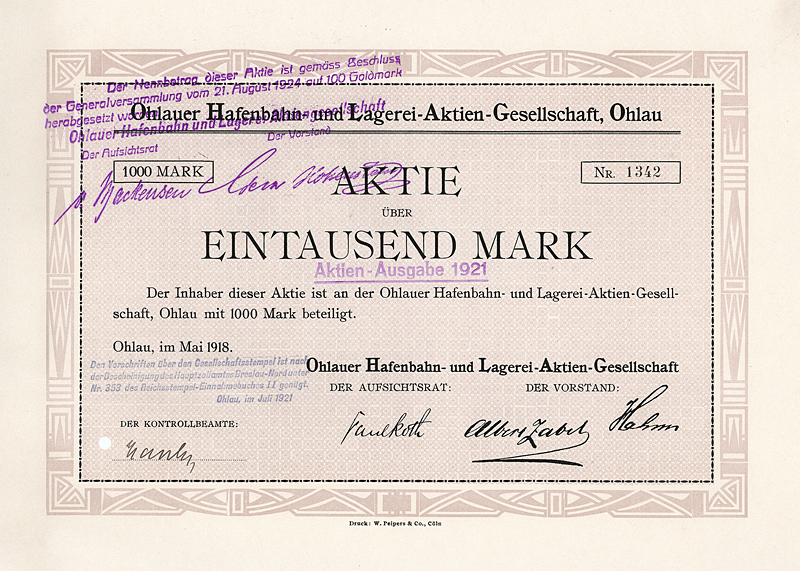
Aktie über 1000 Mark der Ohlauer Hafenbahn- und Lagerei-AG vom Juli 1921

Unabhängig von der Ohlauer Kleinbahn gründeten am 24. November 1917 der Kreis Ohlau zusammen mit einem Bankhaus und mehreren Handels-, Industrie- und Landwirtschaftsbetrieben die Ohlauer Hafenbahn und Lagerei AG. Zu ihr gehörten der Oderhafen in Ohlau und die dortige Hafenbahn, ferner eine Kalksandsteinfabrik. Hauptaktionärin war im Jahre 1943 mit 60 % die Schlesische Bergwerks- und Hütten-AG in Beuthen.